# Гальперин, Григорий Александрович
Григорий Александрович Гальперин (род. 1953) — российский математик, специалист в области теории динамических систем и теории информации, создатель способа определения числа числа π с помощью бильярда. 

## Биография
Родился в Тбилиси 26 апреля 1953 года
С 14-летного возраста учился в физико-математической школе А. Н. Колмогорова (Москва). Окончил МГУ и его аспирантуру (научный руководитель А. Н. Колмогоров).
Кандидат физико-математических наук (1978, тема диссертации Асимптотическое поведение некоторых многокомпонентных динамических систем с локальным взаимодействием).
Вместе с Яковом Синаем работал над математической теорией бильярда.
Организатор и координатор Московских и Всесоюзных математических олимпиад, составитель задач для них (1970—1980-е гг). С 1996 года участвовал в проведении Американской математической олимпиады и международных математических олимпиадах.
В 1980-е гг. старший преподаватель, доцент физико-математического факультета Московского государственного заочного педагогического института (МГЗПИ). Позже преподавал в МГУ.
В начале 2000-х гг. работал в Университете Билефельда.
С 2003 г. по настоящее время (на 2018 год) — профессор математики Университета Восточного Иллинойса.
Награжден премией имени Карла Аллендорфера в 2004 году.